# Ezilo
Ezilo (auch Hezilo) wird von 1018 bis 1023 als Bischof von Brandenburg geführt, auch wenn er nie zum Bischof geweiht wurde.

## Leben
Bischof Arnulf von Halberstadt erhob Ezilo zum Abt bei der Begründung des Klosters Ilsenburg im Jahr 1018. Zwischen 1018 und 1023 wurde er zum Bischof von Brandenburg gewählt, hat aber die bischöfliche Weihe nicht empfangen. Sein Tod soll spätestens am 23. Juli 1023 gewesen sein.